# Peter Michely
Peter Michely (* 24. Februar 1888 in Sulzbach/Saar; † 6. Februar 1950 in Hildesheim) war ein deutscher Politiker der SPD und der SPS. Von 1945 bis zu seinem Tod war er Landrat des Landkreises Saarbrücken.

## Leben
Nach dem Besuch der Volksschule in Sulzbach war Michely von 1903 bis 1920 als Bergmann tätig, unterbrochen durch seine Teilnahme als Soldat am Ersten Weltkrieg. Am 1. Juli 1920 übernahm er die Funktion des Gewerkschaftssekretärs beim Bergbauindustriearbeiterverband in Sulzbach, der er seit 1907 angehörte, daneben besuchte er die Akademie der Arbeit der Universität in Frankfurt am Main. 1930 trat er in den Vorstand der Saarknappschaft ein. Daneben leitete er von 1933 an den Arbeitergesangverein Sulzbach als Vorsitzender. Nachdem das Saargebiet 1935 an das Deutsche Reich angeschlossen wurde, verlor Michely seine Funktionen, wurde verhaftet und war die meiste Zeit arbeitslos. Während des Zweiten Weltkriegs wurde er in der Saarbrücker Luftschutzpolizei dienstverpflichtet, 1944 war er im Zuge der Aktion Gewitter im Lager Neue Bremm interniert.
1949 wurde bei ihm ein Darmkrebsleiden diagnostiziert, diesem erlag er wenig später.
Michely heiratete 1910 Johanna, geborene Oberkircher, aus dieser Ehe gingen drei Töchter hervor. Nach ihm wurden zwei Peter-Michely-Straßen benannt, in Alt-Saarbrücken und in Sulzbach-Neuweiler.

## Politik
Michely trat 1907 in die SPD ein. 1918 wechselte er in die USPD, Anfang 1919 in die KPD. Nachdem er am 22. Mai 1921 aus dieser ausgeschlossen wurde, trat er wieder der USPD bei, am 24. September 1922 kehrte er in die SPD zurück. Von 1926 bis zur Verhaftung 1935 saß er der SPD-Fraktion im Sulzbacher Gemeinderat vor, für eine kurze Zeit war er zudem Vorsitzender des Ortsvereins der SPD und von 1930 bis 1935 zweiter Beigeordneter der Gemeinde Sulzbach. Nach dem Krieg gehörte er zwei Jahre lang dem Landesvorstand der SPS an, am 9. Mai 1946 nahm er als saarländischer Delegierter am Gründungsparteitag der SPD in Hannover teil.
Am 25. Juni 1945 wurde Michely zum Oberregierungsrat beim Oberregierungspräsidium des Regierungsbezirks Pfalz in Neustadt ernannt. Am 10. September 1945 wechselte er in das Amt des Landrats des Landkreises Saarbrücken, das er bis zu seinem Tod innehatte. Daneben gehörte er 1947 der Verfassungskommission des Saarlandes an.